# Charles Counhaye

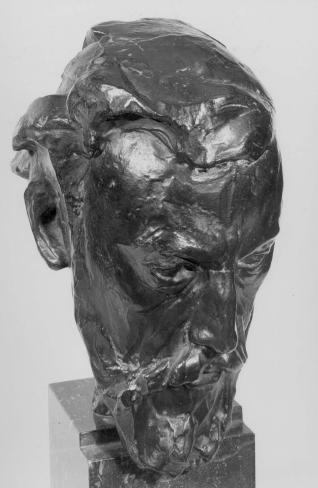
Buste van Charles Counhaye door Joseph-Gérard Van Goolen

Charles Counhaye (Verviers, 7 januari 1884 - Brussel, 16 september 1971) was een Belgische kunstschilder, etser en decorateur. 
Hij wordt als een de grootste Waalse expressionisten beschouwd.

## Biografie
Charles Counhaye kreeg zijn artistieke opleiding aan de "Académie des Beaux-Arts de Verviers" in Verviers, waar hij een leerling was van Paul Rensonnet, en vervolgens aan de Koninklijke Academie voor Schone Kunsten te Brussel waar hij een leerling was van Constant Montald.
Daarna ging hij lange periodes in Parijs wonen. Tijdens zijn eerste verblijf van 1916 tot 1920 staat hij in contact met Romain Rolland, Henri Barbusse en Philippe Soupault.
Hij dient een werk in voor het "Salon de Indépendants" dat zeer goede kritiek krijgt.
Tijdens zijn tweede verblijf van 1920 tot 1925 werkt hij onder meer als redacteur bij het weekblad Le Monde van Henri Barbusse.
Tijdens deze verblijven kwam hij onder invloed van het fauvisme en het kubisme.
Van 1925 tot 1949 was hij achtereenvolgens tekenleraar aan een middelbare school in Brussel en professor aan het Nationaal Hoger Instituut voor Architectuur en Sierkunsten in Ter Kameren. Hij wordt beschouwd als de vernieuwer van de monumentale en decoratieve kunst, weliswaar met een sociale inslag. Hij heeft veel invloed gehad op een aantal van zijn leerlingen, waaronder Roger Somville, Edmond Dubrunfaut en Louis Deltour. 
Samen met Henri-Victor Wolvens, Jean Gooris, Pierre Scoupreman en Joseph-Gérard Van Goolen nam hij onder de naam "Groupe des V" in 1935 deel aan enkele tentoonstellingen in de galerie Georges Giroux.
Voor de abdij van Tongerlo werd tussen 1920 en 1937 een impressionant art deco ensemble gerealiseerd naar ontwerp van architect J. Ghobert (Joseph-Gérard Van Goolen voerde dit uit, samen met Charles Counhaye). Van Goolen maakte een buste van Charles Counhaye.
In 1937 werkt hij mee aan het Belgisch paviljoen van de wereldtentoonstelling in Parijs, ontworpen door Henry van de Velde.
Hij is van 1949 tot 1968 een regelmatige deelnemer aan de tentoonstellingen van de  "Peintres et Sculpteurs brabançons et Artistes liégeois".
In 1955 neemt hij deel aan het een tentoonstelling van het "Salon de l'abstraction" te Parijs. Een van zijn werken wordt aangekocht door het Museum voor Moderne Kunst van Parijs.
In 1956 is er een grote retrospectieve van zijn werken in zijn geboortestad Verviers. 
Naast de schilderkunst had hij ook interesse in decoratieve kunsten, in het bijzonder wandtapijten, fresco's en glas-in-loodkunst.

## Stijl
Aanvankelijk schilderde Charles Counhaye in een fauvistische stijl met sterke zuivere kleuren, die enige gelijkenissen vertoonde met Matisse. Rond 1920 kwam hij onder invloed van de kubistische synthese en evolueerde zijn stijl naar een ruwe realistische schematisering van de werkelijkheid, waarin sombere kleuren overheersten in een clair-obscur voorstelling. Hierdoor wordt hij als één van de grootste Waalse expressionisten beschouwd.

## Openbare collecties
- Aarlen, Musée Gaspar
- Centre Pompidou https://www.centrepompidou.fr/fr/ressources/personne/ck4X5xe
- Musées royaux des Beaux-Arts de Belgique (fine-arts-museum.be) https://fine-arts-museum.be/fr/la-collection/charles-counhaye-trois-femmes-d-avila
- Collections de l'Institut archéologique du Luxembourg: gouache[14]

## Aantekeningen en referenties
1. ↑  Charles Counhaye . IdRef, identifiants et référentiels pour l'enseignement supérieur et la recherche. Gearchiveerd op 1 juni 2023. Geraadpleegd op 4-1-2023.
2. ↑  Académie des Beaux-Arts de Verviers. Gearchiveerd op 14 mei 2023. Geraadpleegd op 4-1-2023.
3. ↑  (fr) Paul Rensonnet ?. Groupe d’ateliers de recherche). Gearchiveerd op 26 maart 2023. Geraadpleegd op 4-1-2023.
4. ↑  Edmond Dubrunfaut. Gearchiveerd op 25 maart 2023. Geraadpleegd op 4-1-2023.
5. ↑  Louis Deltour. Instituut voor Sociale Geschiedenis. Gearchiveerd op 4 januari 2023. Geraadpleegd op 4-1-2023.
6. ↑  Catalogue de l'exposition anniversaire pour les trente-cinq ans d'activité de la G.G.G., 1911- 1946, Galerie Georges Giroux, Brussel, 1946.
7. ↑  Norbertijnerabdij. Inventaris erfgoed Vlaanderen. Gearchiveerd op 4 januari 2023. Geraadpleegd op 4-1-2023.
8. ↑  (fr) Grommerch, Abigaëlle, L'art textile contemporain en Belgique francophone (1980-2020). Université Liège (1 september 2022). Geraadpleegd op 13 november 2023.
9. ↑  (fr) Marc Renwart, Paul Franck. Art.info. Geraadpleegd op 13 november 2023.
10. ↑  Salon des Réalités nouvelles: Paris, Musée des Beaux-Arts Beaux-Arts de la Ville de Paris, 8 juillet-7 août 1955
11. ↑  M.A.M. Paris. Geraadpleegd op 4-1-2023.
12. ↑  (fr) Bijvoorbeeld : Saint-Paul Vitrail de Rota (p. 543). L'architecture réligieuse. Gearchiveerd op 4 januari 2023. Geraadpleegd op 4-1-2023.
13. ↑  Serge Goyens Heusch, IMPRESSIONISME FAUVISME IN BELGIE OVERZICHT VAN DE BELGISCHE SCHILDERKUNST TUSSEN 1880 EN 1920. Mercatorfonds(1988). ISBN 9061531802.
14. ↑  Bulletin Trimestriel de l'Institut Archéologique du Luxembourg, 2017 N° 1-2, Arlon, p 86..